# Вирус иммунодефицита обезьян
Вирус иммунодефицита обезьян (англ. Simian immunodeficiency virus, сокращённо ВИО, англ. SIV) — ретровирус из рода лентивирусов, вызывающий персистирующие инфекции по крайней мере у 45 видов нечеловекообразных приматов. На основании анализа штаммов, обнаруженных у четырёх видов обезьян с острова Биоко, который был изолирован от материка в результате повышения уровня моря около 11 000 лет назад, был сделан вывод, что ВИО присутствовал у обезьян в течение по крайней мере 32 000 лет, а возможно, и намного дольше.
Иммунодефицит, напоминающий человеческий СПИД, регистрировался у содержащихся в неволе обезьян в США, начиная с 1983 года. ВИО был определён несколькими различными лабораторными методами, в том числе методом иммуно-ПЭТ (выявление антител к вирусу посредством позитронно-эмиссионной томографии).
В настоящее время ВИО зарегистрирован у 26 различных видов африканских приматов. Этот вирус может быть передан половым путём через слизистую оболочку (многослойный плоский эпителий) крайней плоти и головки полового члена, изначально инфицирует клетки Ларгенганса в матке, шейке матки и влагалище животных (на примере макак резус), а затем последующие раунды репликации происходят в дренирующих лимфатических узлах до распространения в кровоток и отдалённую лимфоидную ткань. Несмотря на антиретровирусную терапию, в организме животных формируются резервуары латентных или мутировавших ВИО, например, в семени, в головном мозге животных, в селезенке, лимфоузлах и тимусе.
Считается, что вирусные штаммы трёх видов приматов, SIVsmm у дымчатых мангабеев, SIVgor у горилл и SIVcpz у шимпанзе, пересекли межвидовой барьер и попали в организм человека, что привело к образованию двух вирусов иммунодефицита человека: ВИЧ-1 и ВИЧ-2 соответственно. Наиболее вероятным путем передачи ВИЧ-1 человеку является контакт с кровью шимпанзе и горилл, на которых в Африке часто охотятся ради мяса. Четыре группы ВИЧ-1 (M, N, O и P) образовались в результате независимых случаев передачи ВИО от обезьяны к человеку, и последующей мутации вируса до ВИЧ.
Проведение исследований с вирусом иммунодефицита обезьян и вызываемого им заболевания у обезьян обусловлено сходством этого вируса с ВИЧ и симптомами СПИДа у человека. Животные обычно индуцируют клеточный и гуморальный иммунные ответы, которые частично контролируют, но не элиминируют вирус. Гибель наступает через 1-2 года в результате снижения иммунного статуса макроорганизма. В ряде случаев ВИО оказывается непатогенным из-за эволюционной адаптации носителя к вирусу. Обширные исследования на дымчатых мангабеях установили, что инфекция ВИО не вызывает никаких заболеваний у этих приматов, несмотря на высокие концентрации вируса в их организме. Модуляция активности корецептора CCR5 является одной из естественных способов предотвращения заболевания у некоторых носителей ВИО.